# Martín del Barco Centenera
Pour les articles homonymes, voir Barco (homonymie) et Centenera (homonymie).
Martín del Barco Centenera est un poète d'origine espagnole. 

## Biographie
Il naquit à Logrosán, dans le diocèse de Plasence en Estrémadure, en 1535 et mourut en 1602. Après son ordination comme prêtre, il participa comme aumônier à l'expédition de Juan Ortiz de Zárate au Río de la Plata, terres qui appartiennent maintenant au territoire argentin. L'expédition se déroula sur vingt-quatre ans.
Il est nommé, en raison du service rendu à sa patrie, archidiacre du Paraguay. En 1582, il vint à Lima pour présenter des informations sur l'État guarani ; il y officia comme secrétaire du troisième concile de Lima, et fut témoin de la révolution de Vilcabamba. Il y officia aussi comme Commissaire du Saint Office de Cochabamba. Il fut accusé d'avoir traité ses voisins de « Juifs et de Maures », et d'avoir exercé une vengeance contre ses ennemis personnels en utilisant l'autorité que lui conférait sa charge et condamné par la privation de son office d'Inquisiteur le 14 août 1590. Les charges furent publiées dans les bandos à Oropesa et Cochabamba.
Après être retourné au Portugal, il se dédia à la rédaction d'un poème épique et exemplarisant, intitulé « La Argentina », dédicacé au vice-roi du Portugal, Philippe III d'Espagne, publié finalement de manière posthume en 1602 à Lisbonne.
Ce poème fut à l'origine du pays homonyme, l'Argentine (la Argentina en espagnol)[ref nécessaire].

## Œuvres
- La Argentina, poème épique